# Jean Cruveilhier
Pour les articles homonymes, voir Cruveilhier.
Jean Cruveilhier, né le 9 février 1791 à Limoges  et mort le 10 mars 1874 à Sussac (Haute-Vienne) est un médecin, chirurgien, anatomiste et pathologiste français. Il fut chirurgien des Hôpitaux, membre de l’Académie de Médecine, et premier titulaire de la chaire d’anatomo-pathologie de la Faculté de médecine de Paris.Commandeur de la Légion d'Honneur.

## Biographie
Jean Cruveilhier est issu d’une famille de médecins : son grand-père était médecin à Châteauneuf-la-Forêt et son père, Léonard Cruveilhier, condisciple d’Alexis Boyer, était devenu chirurgien de première classe à l'Armée de Rhin-et-Moselle puis chirurgien en chef de l’hôpital militaire de Choisy. Il fut élevé par une mère très pieuse et elle sut lui faire partager la foi ardente qui l’animait, au point qu’il envisagea d’entrer dans les Ordres, après ses études au collège de Limoges ; mais son père avait décidé qu’il serait médecin.
Recommandé à Guillaume Dupuytren, il suivit son enseignement d’anatomie à Paris, mais il fallut que Léonard Cruveilhier intervienne, tant son fils supportait mal l’univers des salles de dissection et se sentait attiré vers une autre vocation. Il poursuivit néanmoins ses études et il fut reçu premier au concours de l’internat de 1811. Il entra dans le service de Dupuytren à l’Hôtel-Dieu et il y passa tout son internat : il se prit vite d’une admiration sans borne pour le « patron » et la monographie qu’il lui a consacrée en témoigne.
Son internat terminé, il soutint sa thèse en 1816 sur un sujet qui préfigurait son avenir et ses travaux d’anatomopathologie : « Essai sur l’anatomie pathologique en général » : ce travail était dédié à son père en même temps qu’à Dupuytren et défendait les idées développées par François Broussais sur la nécessité d’étudier les lésions des organes pour préciser la connaissance des maladies.

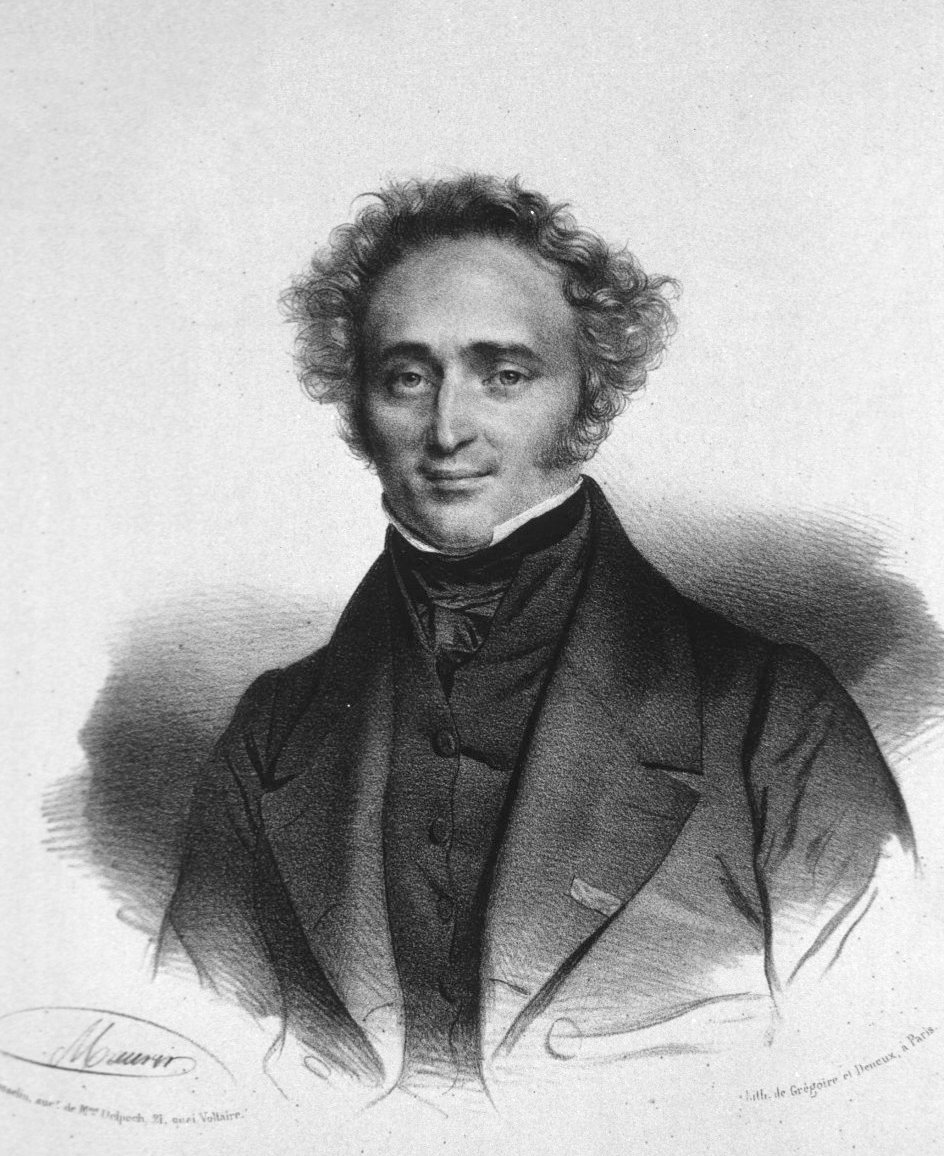
Jean Cruveilhier 1837, estampe gravée par Nicolas Eustache Maurin

Désireux de succéder à son père, Cruveilhier avait repris le chemin de sa ville natale et s’y était marié. Installé à Limoges, il postula une place de chirurgien à l’hôpital, ce qui lui fut refusé, et en 1823, il regagna la capitale pour y affronter de nouveaux concours.
Il fut reçu au concours d’agrégation en novembre 1823 et, sur recommandation de Dupuytren, nommé à Montpellier comme professeur de médecine opératoire ; toutefois, ce poste ne lui convenait pas et il envisagea très sérieusement de reprendre son exercice médical à Limoges, quand il fut proposé pour occuper, à Paris, la chaire d’anatomie devenue vacante à la suite du décès de Pierre Augustin Béclard, en mars 1825.
C’est avec une extrême minutie qu’il préparait ses cours, consignant chacune de ses observations et c’est ainsi qui composa son manuel d’Anatomie Descriptive dont le premier tome parut en 1834. Il eut également à cœur de restaurer la Société anatomique qui avait été dissoute après la présidence de Laennec en 1808 : il la présida pour la première fois, le 12 janvier 1826 et en resta le président fondateur jusqu’en 1866 : «  pendant toutes les années où il la dirigea, Cruveilhier pesa sur les choix de la Société anatomique. Sous sa direction, la société s’engagea toujours plus loin dans la voie de l’anatomie pathologique pure ».
C’est également en 1826, que Cruveilhier fut nommé Médecin des Hôpitaux et il commença à avoir un service de maternité avant de passer à l'hôpital de la Salpêtrière : c’est là qu’il put recueillir un grand nombre de cas pour son Atlas d’anatomie pathologique, dont le premier tome parut en 1828.
Jusqu’alors, l’anatomopathologie ne faisait pas partie de l’enseignement officiel, bien que Cabanis, ait préconisé la création d’une chaire dans toutes les écoles de médecine, dès 1799. C’est Dupuytren qui est à l’origine de la chaire anatomopathologie de la Faculté de Médecine de Paris : en effet, il légua par testament la somme de deux cent mille francs pour sa fondation et avait manifesté le désir que Cruveilhier en soit le premier titulaire. Cruveilhier prit possession de sa nouvelle chaire en 1836, mais son enseignement n’eut guère de succès, les étudiants ne comprenant pas l’utilité de cette nouvelle science.
Il fut élu membre de l’Académie de Médecine en 1836 et en fut le Président en 1859, mais il ne réussit pas à entrer à l’Institut. Il cautionne par sa présence le 4 avril 1856 la fondation par Augustin Louis Cauchy et Charles Lenormant de L'Œuvre des Écoles d'Orient, plus connue actuellement sous le nom de L’Œuvre d’Orient.
Clinicien habile, il fut l’un des médecins les plus en vogue de son temps et sa clientèle se recrutait dans toutes les couches de la société : Talleyrand, Châteaubriant, Alfred de Vigny, Chopin… furent de ses patients mais il n’hésitait pas à témoigner de son désintéressement aux plus humbles. C’était  la  rançon  de  ses qualités  non  seulement  d’homme  de  cœur  et  de  devoir  mais aussi  de  médecin  avisé,  joignant  la  connaissance  des  faits  au bon sens clinique.  Il  était  légitimiste,  ayant  consulté Charles  X  et  le  comte  de  Chambord,  qui  lui  adressa  son  portrait  dédicacé  (L. Delhoume. Jean Cruveilhier. Paris: JB Baillière; 1937.)  mais  il  accordait  son  temps  à  quiconque.Sollicité  pour  être  le  médecin  en titre  de  Napoléon  III,  il  répondait: « qu’il le soignerait comme ses malades d’hôpital ». Comme  on  lui  conseillait  de  faire  une  visite  de  courtoisie  à l’Empereur,  il  dit  que  « s’il  n’est  pas  malade,  ma  visite  est inutile ».  Cette  attitude  déplut naturellement  à  Napoléon III... qui s’opposa plus tard à l’élection de Jean Cruveilhier à l’Institut de France. Mais Jean Cruveilhier est néanmoins sollicité  comme  médecin  plusieurs  fois  par  l’Empereur,  le  Prince Impérial  et  des  membres  de  la famille.  Il  soigne  le  Maréchal Jourdan  (1762-1833),  natif  de  Limoges,  qui  meurt  d’une  tumeur  maligne  du  médiastin  dont  il  fait  l’observation  clinique et le compte rendu d’autopsie. De même, il conseille le Maréchal Th R Bugeaud, marquis de la Piconnerie, duc d’Isly, autre natif du limousin (1784-1849), qui meurt lors de l’épidémie de choléra  de  1849,  comme  Julie  Récamier  (1777-1849).  Dès 1835,  Jean  Cruveilhier  est  appelé  auprès  du  prince  de  Talleyrand qu’il soigne jusqu’à sa mort (17 mai 1838) participant en  outre  à  sa  réconciliation  avec  « l’église  catholique,  apostolique et romaine ». Il accompagne bénévolement jusqu’à sa fin, le 4 juillet 1848, Chateaubriand, dont le neveu a offert en gage  de  reconnaissance  la  collection  Petitot  des  «  Mémoires relatifs  à  l’histoire  de  France  ».  Il  soigne  le  père  jésuite  Xavier  de  Ravigan,  après  le  décès  de  J  Récamier  en  1852,  jusqu’au 26 février 1859. Le chancelier Pasquier (1767-1862) est un de ses plus illustres patients. Il entoure Frédéric Chopin de sa délicatesse jusqu’à sa mort le 17 octobre 1849 par tuberculose  pulmonaire  à  39  ans;  il  en  fait  l’autopsie  mais  le compte-rendu n’est pas archivé ni à l’Académie de médecine ni à l’Assistance Publique. À partir de juin 1863, il soigne Alfred  de  Vigny  torturé  par  un  cancer  de  l’estomac,  dont  les douleurs lui firent oublier le message de « la mort du loup ». En   août   1861,   il   reçoit   une   lettre   d’Auguste Maquet (collaborateur  officiel  d’Alexandre  Dumas),  président  de  la Commission  des  auteurs  et  compositeurs  dramatiques,  en remerciement des soins donnés à Noémie Trochu, arrière petite fille de Racine.
Toujours soucieux de rendre service et dévoué à ses malades, Jean Cruveilhier aime à rappeler les propos de Boerhaave : « Mes meilleurs malades sont les pauvres, parce que Dieu se charge de me payer pour eux », d’après L.  Delhoume.  Les  qualités  morales  et  professionnelles  de  cet homme   d’exception   ont   été   soulignées   dans   l’éloge   de J Béclard à l’Académie de Médecine (J Béclard. Eloge de Cruveilhier. Mémoires Académie de Médecine 4 mai 1875/31).
Les travaux de Jean Cruveilhier ont permis des avancées importantes dans divers domaines de la médecine ; c’est lui qui, le premier en 1830, attira l’attention sur la confusion de l’ulcère de l’estomac (avec son risque de perforation) soit avec la gastrite chronique soit avec le cancer.
Il étudia longuement la paralysie musculaire progressive, à peu près en même temps que François-Amilcar Aran et Guillaume Duchenne de Boulogne, mais ce sont ces derniers qui prirent la paternité de cette affection dégénérative connue sous le nom d’amyotrophie d'Aran-Duchenne. Les études de Cruveilhier sur les phlébites marquent une date dans l’histoire de cette affection puisqu’il avait noté que la coagulation du sang était la conséquence d’une altération de la paroi des vaisseaux sanguins: cette théorie rencontra une très vive opposition.
En 1866, sur les instances de sa famille, il donna sa démission de professeur (il avait 75 ans) et il déserta peu à peu les sociétés savantes qu’il fréquentait ; on ne le vit plus guère que dans le service de son fils à la Salpêtrière. Lorsqu’éclata la guerre, sa famille le poussa à quitter Paris et il se retira dans sa villa de Sussac où il vécut encore quatre années.
Il meurt à 83 ans d’une pneumonie aiguë ; ses obsèques ont lieu à Limoges et l’inhumation au cimetière de Louyat.

## Descendance
La vie privée de Jean Cruveilhier est aussi riche et digne que sa carrière scientifique. En 1816 au début de la Restauration, à Limoges, il se marie avec Jenny Grellet des Prades de Fleurelles,  qu’il  a  connue  lors  d’une  « soirée  limousine  en  pratiquant des passes magnétiques ». Elle était la fille de Gabriel de Grellet des Prades de Fleurelle, marquis de Fleurelle, seigneur de la Moujaterie, trésorier de France au bureau des finances de la généralité de Limoges, directeur de la monnaie de Limoges, notable banquier et administrateur de l'hôpital Saint-Alexis (1793-1811). Jean Cruveilhier a eu un fils et sept filles. Dans sa riche descendance, on compte sept médecins anciens Internes des Hôpitaux de Paris entre 1858 et 1977.   
Son fils, Édouard (1835-1906), a été reçu deuxième à l’Internat des  Hôpitaux  de  Paris  en  1858  et  fut  agrégé puis chirurgien des hôpitaux à 31 ans en 1866. Chef  de  service  des  Hôpitaux  de  Paris,  il  a  été  membre  de  la  Société  de  chirurgie comme  son  père  Jean,  titulaire  à  32  ans  le  15  avril  1868  (23 sur  31  voix).  II  a  eu  un  bon  comportement  lors  du  siège  de Paris et de la commune en 1871 tenant le service de la Salpetrière  à  disposition  des  blessés  des  2  camps.  
Son gendre, le député André Dulery de Peyramont (époux de sa fille Marie-Gabrielle Cruveilhier) le confirme dans une lettre adressée au Professeur Jean Cruveilhier annonçant la remise prochaine de la décoration de la Légion d’Honneur. Juste avant le siège de Paris (1870-1871), Édouard avait pu in extremis emmener  presque de force son père à la « Villa » de Sussac, en  Haute-Vienne. Édouard, très estimé dans ce village limousin, a été élu maire plusieurs fois, durant deux périodes : la  première, de la fin du Second Empire à l’aube de la IIIe République (1865-1871), et la deuxième, pour de nouveaux mandats, plus tard sous la IIIe République (1888-1904). 

## Nécrologie
« …Cruveilhier a construit le plus beau monument qui ait été édifié à la gloire de l’anatomie pathologique : l'Anatomie pathologique du corps humain. Ce magnifique ouvrage 2 vol. in-folio, avec 233 planches, a été commencé en 1828, sur la demande de l’éditeur Baillière, qui n’a reculé devant aucun sacrifice pour le faire exécuter avec tout le soin qu’il nécessitait. Les planches ont été dessinées et gravées par Chazal et Cruveilhier passait chaque jour deux heures chez son dessinateur. »
Georges Daremberg, Journal des Débats, 14 mars 1874.

## Éponymie
La plupart des appellations « de Cruveilhier » sont inusitées.

### Anatomie
- anomalie de Cruveilhier : fusion des 3e et 4e côtes.
- aponévrose de Cruveilhier : voir fascia.
- artère deltoïdienne de Cruveilhier : rameau collatéral de l'artère brachiale.
- articulation de Cruveilhier : articulation atloïdo-odontoïdienne.
- brides musculeuses de Cruveilhier : bandelettes longitudinales du côlon.
- confluent occipital de Cruveilhier : confluent des sinus veineux crâniens postéro-supérieurs.
- fascia de Cruveilhier : fascia pharyngo-basilaire [13].
- glande lacrymale orbitaire de Cruveilhier : glande lacrymale principale.
- ligaments de Cruveilhier : voir brides musculeuses.
- muscle pinal transverse de Cruveilhier : muscle dilatateur de la narine.
- nodosités de Cruveilhier : nodules du bord libre des valvules atrio-ventriculaires du nourrisson et qui disparaissent avec l'âge.
- plexus de Cruveilhier : 1. plexus nerveux cervical postérieur [14]. 2. angiome stellaire (aspect plexiforme)[15].

- valvule de Cruveilhier (ou de Hasner, ou de Bianchi) : repli muqueux du canal lacrymonasal.
- veines dorsales (externe et interne) de Cruveilhier : segments de l'arcade dorsale du pied, parfois décrits comme segment d'origine des veines saphènes (externe. et interne).
- veine saphène accessoire de Cruveilhier : veine saphène postérieure.

### Pathologie
- ascite essentielle des jeunes filles de Cruveilhier : péritonite tuberculeuse chronique[15].
- atrophie (ou paralysie) de Cruveilhier : maladie d'Aran-Duchenne.
- hypertrophie de Cruveilhier : forme de cancer de l'estomac (linite gastrique).
- maladie (ou ulcus simplex ou ulcère) de Cruveilhier : première description de l'ulcère de l'estomac en 1830.
- maladie de Cruveilhier-Baumgarten.
- plexus de Cruveilhier : 1. plexus nerveux cervical postérieur [14] 2. angiome cutané d'aspect plexiforme[15].
- signe de Cruveilhier : 1. perception d'un tremblement à la palpation du pli inguinal au moment de la toux (indique des varices de la saphène interne). 2. contracture douloureuse intermittente de l'estomac dans la sténose du pylore[15].
- syndrome de Cruveilhier-Baumgarten.

## Œuvres et publications
- Essai sur l'anatomie pathologique en général, [Thèse présentée et soutenue à la Faculté de médecine de Paris le 24 janvier 1816 ], n° 18, 1816,Texte intégral.

- Cours d'études anatomiques, Paris, 1830.

- Anatomie pathologique du corps humain, Paris, 1828-1842, 200 planches gravées par Antoine Chazal d'après ses dessins.

- Anatomie du système nerveux de l'homme, Béchet jeune (Paris), 1838, lire en ligne sur Gallica.

- La vie de Dupuytren, Paris, 1841.

- Traité d'anatomie descriptive, Béchet (Paris), 1834-1843, 4 volumes in-8:

1. Tome premier, 1834,lire en ligne sur Gallica.
2. Tome deuxième, 1843,lire en ligne sur Gallica.
3. Tome troisième, 1843,lire en ligne sur Gallica.
4. Tome quatrième, 1835, lire en ligne sur Gallica.

- (it) Atlante generale della anatomia patologica del corpo umano, V. Batelli (Firenze), 1843, Texte intégral.

- Traité d'anatomie pathologique générale, J.-B. Baillière (Paris), 1849-1864, 5 volumes in 8:

1. Tome premier, 1849,lire en ligne sur Gallica.
2. Tome deuxième, 1852,lire en ligne sur Gallica.
3. Tome troisième, 1856,lire en ligne sur Gallica.
4. Tome quatrième, 1862,lire en ligne sur Gallica.
5. Tome cinquième, 1864,lire en ligne sur Gallica.

- Anatomie descriptive, Labé (Paris), 1834-36, 4 volumes, rééd. 1877.